# جایزه نوبل اقتصاد
جایزهٔ نوبل اقتصاد که نام کامل و اصلی آن جایزهٔ علوم اقتصادی بانک مرکزی سوئد  می باشد  هر سال به پژوهشگران برجسته در علم اقتصاد اعطا می‌شود. برندگان این جایزه توسط فرهنگستان علوم پادشاهی سوئد انتخاب می‌شوند و هزینهٔ آن توسط بانک مرکزی سوئد تأمین می‌شود. این جایزه در سال ۱۹۶۸ و در سیصدمین سالگرد تأسیس بانک مرکزی سوئد بنیان نهاده شد و برای اولین بار در سال ۱۹۶۹ به دو اقتصاددان آلمانی و نروژی داده شد. این جایزه بخشی از جوایز پنجگانهٔ نوبل که توسط آلفرد نوبل پایه‌گذاری شد نیست.
برندگان جایزه یادبود در اقتصاد توسط آکادمی سلطنتی علوم سوئد انتخاب می‌شوند. این اولین بار در سال ۱۹۶۹ به اقتصاددان هلندی یان تینبرگن و اقتصاددان نروژی راگنار فریش «به دلیل ایجاد و استفاده از مدل‌های پویا برای تحلیل فرایندهای اقتصادی» اهدا شد.
به تاریخ ۲۰۱۶، به جز ۷٪ برندگان این جایزه، بقیه از آمریکای شمالی یا اروپای غربی بوده‌اند. تاکنون سه زن برندهٔ این جایزه شده‌اند.
در ۱۲ اکتبر ۲۰۲۰ جایزه یادبود نوبل علوم اقتصادی به پال میلگروم و رابرت بی. ویلسون دو اقتصاددان آمریکایی برای کار روی نظریه مزایده اهدا گردید.

## ایجاد و بودجه
یک موقوفه «به‌طور همیشگی» از سوی بانک مرکزی سوئد هزینه‌های اداری بنیاد نوبل مرتبط با جایزه را پرداخت می‌کند و مؤلفه مالی جایزه را تأمین می‌کند.
از سال ۲۰۱۲، مبلغ پولی جایزه اقتصاد در مجموع ۸ میلیون کرون سوئد بوده است. این معادل مبلغی است که برای جوایز اصلی نوبل داده شده است. از سال ۲۰۰۶، بانک مرکزی سوئد به بنیاد نوبل کمک هزینه سالانه ۶٫۵ میلیون کرون سوئد (در ژانویه ۲۰۰۸، تقریباً ۱ میلیون دلار آمریکا معادل ۰٫۷ میلیون یورو) برای هزینه‌های اداری مربوط به جایزه و همچنین ۱ میلیون کرون سوئد (تا پایان سال ۲۰۰۸) برای درج اطلاعات مربوط به جایزه در وب سایت بنیاد نوبل داد.

### ارتباط با جوایز نوبل
جایزه اقتصاد یکی از جوایز نوبل نیست که توسط آلفرد نوبل در وصیت‌نامه خود اهدا شود. با این حال، روند نامزدی، معیارهای انتخاب و ارائه جوایز جایزه نوبل اقتصاد به روشی مشابه جوایز اصلی نوبل انجام می‌شود.
برندگان با برندگان جایزه نوبل معرفی می‌شوند و در همان مراسم جایزه را دریافت می‌کنند. آکادمی علوم سلطنتی سوئد «مطابق با قوانین حاکم بر اعطای جوایز نوبل که از طریق وصیت نامه وی (آلفرد نوبل) وضع شده است، جایزه را به کسی اعطا می‌کنند که بیشترین سود را به بشر عطا خواهد کرد».

## مراحل معرفی و انتخاب جایزه

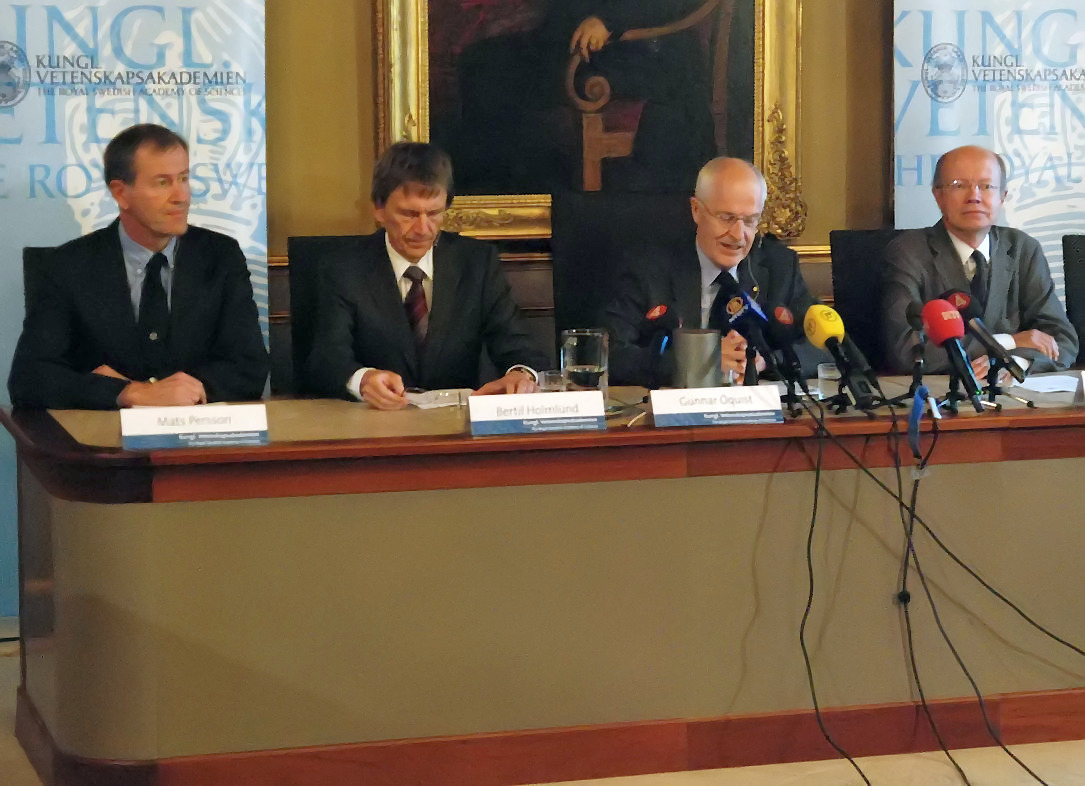
اعلام جایزه جایزه نوبل اقتصاد ۲۰۰۸

بر اساس وب سایت رسمی آن، آکادمی علوم سلطنتی سوئد «یک تبادل محقق با آکادمی‌های کشورهای دیگر برگزار می‌کند و شش مجله علمی منتشر می‌کند. هر ساله آکادمی جایزه نوبل فیزیک و شیمی، جایزه بانک مرکزی سوئد در علوم اقتصادی را در خاطره آلفرد نوبل، جایزه کرافورد و تعدادی دیگر از جوایز بزرگ.»
هر سپتامبر، کمیته جایزه اقتصاد آکادمی، متشکل از پنج عضو منتخب، دعوت نامه‌هایی را برای هزاران دانشمند، اعضای آکادمی و استادان دانشگاه در کشورهای مختلف ارسال می‌کند و از آن‌ها می‌خواهد نامزدهای جایزه اقتصاد را برای سال آینده معرفی کنند. آکادمی و برندگان سابق نیز مجاز به معرفی نامزدها هستند. پیشنهادها توسط کمیته جایزه و کارشناسان منصوب ویژه بررسی می‌شوند. قبل از پایان ماه سپتامبر، کمیته برندگان بالقوه را انتخاب می‌کند. در صورت تساوی، رئیس کمیته رأی تصمیم‌گیری را صادر می‌کند. اعضای آکادمی علوم سلطنتی سوئد در اواسط ماه اکتبر برای تعیین برنده بعدی یا برندگان جایزه اقتصاد رأی می‌دهند. همانند جوایز نوبل، بیش از سه نفر نمی‌توانند جایزه یک سال خاص را تقسیم کنند. آن‌ها هنوز باید در زمان اعلام جایزه در ماه اکتبر زندگی کنند؛ و اطلاعات مربوط به نامزدهای جایزه را نمی‌توان به مدت ۵۰ سال به صورت عمومی فاش کرد.
مانند برندگان جایزه نوبل فیزیک، جایزه نوبل شیمی، جایزه نوبل فیزیولوژی و پزشکی و جایزه نوبل ادبیات، هر برنده در رشته اقتصاد یک دیپلم، مدال طلا و سند اعطای کمک مالی از پادشاه سوئد را در مراسم سالانه جایزه نوبل در استکهلم، در سالگرد مرگ نوبل (۱۰ دسامبر) دریافت می‌کند.

## برندگان
اولین جایزه اقتصاد در سال ۱۹۶۹ به راگنار فریش و یان تینبرگن به دلیل «ایجاد و استفاده از مدل‌های پویا برای تجزیه و تحلیل فرایندهای اقتصادی» اهدا شد.
تا کنون سه زن جایزه را دریافت کرده‌اند: الینور اوستروم، که در سال ۲۰۰۹ این جایزه را به‌دست‌آورد، استر دوفلو در سال ۲۰۱۹ برنده آن شد، و کلودیا گلدن در سال ۲۰۲۳ به تنهایی تصاحبش کرد.

## جوایز به غیر اقتصاددانان
در فوریه ۱۹۹۵، به دنبال رنجش کمیته انتخاب مربوط به اعطای جایزه اقتصاد در سال ۱۹۹۴ به جان فوربز نش، جایزه اقتصاد به عنوان یک جایزه در علوم اجتماعی تعریف شد. این امر آن را در موضوعاتی از قبیل علوم سیاسی، روان‌شناسی و جامعه‌شناسی در دسترس محققان قرار داد. علاوه بر این، ترکیب کمیته جایزه اقتصاد شامل دو غیر اقتصاددان تغییر کرد. این مورد توسط کمیته جایزه اقتصاد تأیید نشده است. اعضای کمیته جایزه اقتصاد ۲۰۰۷ هنوز تحت سلطه اقتصاددانان هستند، زیرا دبیر و چهار عضو از هر ۵ عضو استاد اقتصاد هستند. در سال ۱۹۷۸، هربرت الکساندر سایمون، که دکترای وی در علوم سیاسی بود، اولین غیر اقتصاددان بود که جایزه را از آن خود کرد، در حالی که دنیل کانمن، استاد روان‌شناسی و امور عمومی در دانشگاه پرینستون اولین غیر اقتصاددان حرفه‌ای است که برنده این جایزه می‌شود.

## جنجال و انتقاد
برخی از منتقدان معتقدند که اعتبار این جایزه در اقتصاد تا حدی از ارتباط آن با جوایز نوبل ناشی می‌شود، انجمنی که اغلب محل بحث و مجادله بوده است. در میان آنها وکیل حقوق بشر سوئدی پیتر نوبل، نوه بزرگ لودویگ نوبل است. نوبل مؤسسه اعطای جایزه را به سوءاستفاده از نام خانواده خود متهم می‌کند و اظهار می‌دارد که هیچ‌یک از اعضای خانواده نوبل هیچگاه قصد ایجاد جایزه در اقتصاد را نداشته است. وی توضیح داد که نوبل افرادی را که بیش از رفاه جامعه به سودها اهمیت می‌دادند تحقیر می‌کرد، گفت: «هیچ چیزی نشان نمی‌دهد که او چنین جایزه ای را می‌خواست» و ارتباط با جوایز نوبل «یک کودتای روابط عمومی است» توسط اقتصاددانان برای بهبود شهرت خود.